# Pavel Opavski
Pavel Opavski (слч. Pavel Opavský, Stara Pazova, 11. septembar 1925 — Beograd, 26. januar 2019) bio je redovni profesor Univerziteta u Beogradu, sportski radnik i naučni saradnik za fizičku spremu pri najboljim fudbalskim klubovima. Bio je prvi doktor nauka Fizičke kulture u bivšoj Jugoslaviji.

## Biografija
Pavel Opavski je rođen 1925. godine Staroj Pazovi, a ceo radni vek proveo je Beogradu. Prvi je diplomirani student na Fakultetu za sport i fizičko vaspitanje, sa prosekom ocena 9,22. Kao student aktivno se bavio sportom, a kao savezni trener postigao značajne rezultate (fudbal, atletika, gimnastika). Nakon diplomiranja zaposlio se na matičnom fakultetu, gde je prošao sva zvanja od asistenta do redovnog profesora. Pored fakulteta za sport i fizičku lulturu u Beogradu je predavao predmet Biomehanika na više fakulteta u bivšoj Jugoslaviji, kako na višim i visokim, tako i na postdiplomskim studijama.
U zemlji i u inostranstvu objavio oko sto stručnih i naučnih radova i kao autor-koautor sedam udžbenika-priručnika, od kojih je monografija OSNOVI BIOMEHANIKE nagrađena univerzitetskom nagradom. Kao član ISB (International Society of Biomechanics) učestvovao sa referatom na više Kongresa. Učestvovao je sa objavljenim referatom i na Prvom Svetskom Kongresu “NAUKA I FUDBAL”. Po pozivu је održao preko sto predavanja u zemlji i inostranstvu iz oblasti biomehanike i sporta. Kao mentor vodio je do završne odbrane 60 magistarskih i 27 doktorskih radova. Godinu dana je boravio u Saveznoj Republici Nemačkoj kao stipendist Humboltove fondacije, gde je stekao sertifikat o specijalizaciji iz nauke o sportu (Sportwissenschaft).
Paralelno sa osnovnom fakultetskom profesijom radio je kao naučni saradnik za fizičku spremu pri najboljim fudbalskim klubovima. Tom prilikom je uveo obavezno testiranje igrača adekvatnim testovima (Quadriceps-test) na osnovu kojeg je sastavljao mini-mezo-makro cikluse treninga. Na tom polju postigao je zapažene rezultate za koje je više puta nagrađivan. Kao dugogodišnjem učesniku u razvoju teorije i metodike u fudbalskom sportu, matični Fakultet mu dodeljuje jedinstveni sertifikat, koji ga kvalifikuje kao fudbalskog trenera na svim nivoima za sve kategorije.
Pored teoretskog i praktičnog rada u sportu, ogledao se i u beletristici, gde je objavio deset romana (knjige o Janu), u kojima je osnovna tematika po formi mit o heroju, a pedagoške poruke po sadržaju. Takođe je svoju energiju usmerio i na slikarstvo, gde je svojim slikama pokrenuo novi smer u slikarstvu, “colorIQ”.
Otac je umetnica Vesne Opavski i Jasne Opavski.
Preminuo je 26. januara 2019. godine i sahranjen je krajem januara u Aleji zaslužnih građana na Novom groblju u Beogradu.

## Dela

### Udžbenici i priručnici
- Osnovi biomehanike, Zavod za izdavanje udžbenika SRS, Beograd. (prvo izdanje), 223 strane (1962);
- Osnovi biomehanike, „Naučna knjiga“, Beograd (šesto prerađeno i dopunjeno izdanje), 238 strana (1990);
- Osnovi biomehanike, Koncept za trenerske sskole, izdanje autora, Beograd, 61 strana (1997);
- Planiranje i programiranje treninga u fudbalskom klubu, “Politop”, Beograd, 142 strane (1996);
- Biomehanička analiza tehničkih elemenata u fudbalskom sportu, Izdanje autora, Beograd. 198 strana (2000);[3]
- Uvod u biomehaniku sporta, Izdanje autora. Beograd, 239 strana (2004);
- , Izdanje autora. Beograd, 185 strana (2009).

### Udžbenici i priručnici kao koautor
- Matematički model horizontalnog hica, Kineziologija, Zagreb (1985);
- Matematički model kosog hica, Kineziologija, Zagreb (1985);
- . , Barcelona (1990);
- .  Konferencija za unapređenje studentskog sporta. Zagreb, strana 6, dijagrama 8 (1987).

### Učešće na međunarodnim kongresima
- . , s. 256-258. VIIth International Congress of Biomechanics, Varsava (1979);
- . "" s. 456-459, Liverpool (1987);
- Reforme nastavnih planova i programa kadrovskih škola za sportske trenere. „Sport Mont“ sv.1, s. 32-38. Crnogorska Sportska Akademija, Časopis za sport, fizičku kulturu i zdravlje, Podgorica (2003);
- Rrelacije izneđu brzine trčanja u krivini i nagiba tela. „Sport Mont“ sv. 6,7, s. 13-18. Crnogorska Sportska Akademija, Prvi kongres CSA, Podgorica (2005);
- Biomehanička analiza slobodnog zamaha. „Sport Mont“ sv.12,13,14, s. 10-18. Crnogorska Sportska Akademija, Treći kongres CSA, Podgorica (2007);
- Sindrom snage u antropološkim istraživanjima. „Sport Mont“ sv. 15,16,17, s. 340-342. Crnogorska Sportska Akademija, Četvrti kongres CSA, Podgorica  (2008);
- Sledeći korak u razvoju skoka uvis. „Sport Mont“ sv.18,19,20, s. 14-20. Crnogorska Sportska Akademija, Peti kongres CSA, Podgorica  (2009);
- Nasilje u sportu. „Sport Mont“ sv.23,24, s. 3-5. Crnogorska Sportska Akademija, Šesti kongres CSA, Podgorica (2010);
- Primenjena statistika u sportu. „Sport Mont“. Crnogorska Sportska Akademija (časopis za sport, fizičku kulturu o zdravlje), Podgorica (2002);
- Procesuiranje najboljeg sportskog dostignuća. „Sport Mont“ sv.2-3, s. 30-38. Crnogorska Sportska Akademija (časopis za sport, fizičku kulturu o zdravlje), Podgorica (2004);
- Biodinamička metodologija u sportu. „Sport Mont“ sv.28-29-30, s. 15-27. Crnogorska Sportska Akademija (časopis za sport, fizičku kulturu o zdravlje). Koautor sa Duškom Bjelicom, Sedmi kongres CSA, Podgorica (2011);
- Metodologija poboljšanja izvođenja početnog udarca u tenisu. „Sport Mont“. Crnogorska Sportska Akademija, Osmi kongres CSA,Podgorica (2012);
- Stručni štab u sportu. „Sport Mont“. Crnogorska Sportska Akademija, Deveti kongres CSA,Podgorica (2013).

### Stručni i naučni članci, objavljeni u nacionalnim časopisima
- O zagrevanju pred takmičenjem. „Fizička Kultura“ sv.5-6, s. 340-342. Fakultet Fizičke Kulture, Beograd (1949);
- Naupor usklopno na vratilu. „Fizička Kultura“ sv.7-8, s. 435-440. Fakultet Fizičke Kulture, Beograd (1949);
- Faktori od kojih zavisi rezultat atletskih bacanja. „Fizička Kultura“ sv.1-2, s. 108-113. Fakultet Fizičke Kulture, Beograd (1950);
- Tehnika atletskih bacanja (analiza četvrte faze.) „Fizička Kultura“ sv.3-4, s. 184-195. Fakultet Fizičke Kulture, Beograd (1950);
- Opavsky, Pavle (1950):. Opšti osnovi tehnike bacanja. „Fizička Kultura“ sv.7-8, s. 439-451. Fakultet Fizičke Kulture, Beograd (1950);
- Tehnika prelaza letvice kod skoka s motkom. „Fizička Kultura“ sv.1-2, s. 94-100. Fakultet Fizičke Kulture, Beograd (1952);
- Prilog obučavanju atletskih bacanja. „Fizička Kultura“ sv.3-4, s. 226-231. Fakultet Fizičke Kulture, Beograd (1952);
- Metod obučavanja bacanja kladiva. „Fizička Kultura“ sv.1-2, s. 73-83. Fakultet Fizičke Kulture, Beograd (1953);
- Opšta biomehanička analiza nekih crteža iz mlađeg paleolita.. „Fizička Kultura“ sv.9-10, s. 491-500. Fakultet Fizičke Kulture, Beograd (1953);
- Mehanička analiza veleobrta. „Fizička Kultura“ sv.1-2, s. 49-58. Fakultet Fizičke Kulture, Beograd (1954);
- Primeri pripremnih vežbi za veće napore. „Fizička Kultura“ sv.7-8, s. 389-395. Fakultet Fizičke Kulture, Beograd (1954);
- Analiza složenog kretanja. „Fizička Kultura“ sv.9-10, s. 502-509. Fakultet Fizičke Kulture, Beograd (1954);
- Neki problemi treninga bacača kladiva, „Fizička Kultura“ sv.5-6, s. 274-285. Fakultet Fizičke Kulture, Beograd (1957);
- Individualni elementi u tehnici bacanja kladiva. „Fizička Kultura“ sv.7-8, s. 355-358. Fakultet Fizičke Kulture, Beograd (1962);
- Značaj odmarajućeg položaja. „Fizička Kultura“ sv.5-6, s. 254-258. Fakultet Fizičke Kulture, Beograd (1965);
- Zavisnost visine skokova od brzine zaleta i polaznog odraznog ugla.. „Fizička Kultura“ sv.5-6, s. 183-187. Fakultet Fizičke Kulture, Beograd (1967);
- Osnovne postavke perspektivnog programa razvoja fizičke kulture na užem području SR Srbije. „Fizička Kultura“ sv.9-10, s. 218-220. Fakultet Fizičke Kulture, Beograd (1972);
- Maksimalna horizontalna brzina kretanja kao funkcija skočnosti merena modifikovanim VRT-testom. „Fizička Kultura“ sv.1, s. 9-10. Fakultet Fizičke Kulture, Beograd (1976);
- Prilog metodici određivanja količine učešća mase prilikom sudara nehomogenih tela. „Fizička Kultura“ sv.3, s. 181-183. Fakultet Fizičke Kulture, Beograd (1978);
- Elementarna shema kvalitativne i kvantitativne strukture treninga. „Fizička Kultura“ sv.5, s. 363-364. Fakultet Fizičke Kulture, Beograd (1978);
- Individualna torakalna biomotoričko-respiratorna funkcija primenjena u grupnom vežbanju. „Fizička Kultura“ sv.1, s. 16-19. Fakultet Fizičke Kulture, Beograd (1980);
- Principi svrsishodnog izbora sredstava telesnog vaspitanja. „Fizička Kultura“ sv. 4, s. 352-355. Fakultet Fizičke Kulture, Beograd (1982);
- U prilog VRT-testu. „Fizička Kultura“ sv.4, s. 326-327. Fakultet Fizičke Kulture, Beograd (1983);
- Kibernetički model treninga fudbalera. „Fizička Kultura“ sv.5, s. 325-327. Fakultet Fizičke Kulture, Beograd (1984);
- Metodologija konstruisanja testova za procenjivanje aktuelnih biomotoričkih dimenzija. "Aktuelno u praksi“, sv.2, Novi Sad (1985);
- Matematički model centralnih ketanja. „Fizička Kultura“ sv.2, s. 101-106. Fakultet Fizičke Kulture, Beograd (1986);
- Indikatori racionalne tehnike udaraca u fudbalu. „Fizička Kultura“ sv.3, s. 181-186. Fakultet Fizičke Kulture, Beograd (1987);
- Testiranje fizičkih sposobnosti studenata Fakulteta za fizičku kulturu. „Fizička Kultura“ sv.3, s. 126-136. Fakultet Fizičke Kulture, Beograd (1989);
- Matematički model prinudnog kretanja niz strmu ravan. „Fizička Kultura“ sv.1-2, s. 53-56. Fakultet Fizičke Kulture, Beograd.
- Prilog studiji o aerodinamici lopte. „Fizička Kultura“ sv.3, s. 157-161. Fakultet Fizičke Kulture, Beograd (1990-91);
- Zavisnost pređenog puta i vremena trajanja od brzine trčanja. Atletika-naučni skup, FFK Beograd (1992);
- Teze i sheme u prilog reforme nastavnih planova i programa kadrovskih škola u oblasti fizičke kulture. Naučni skup: promene u fizičkoj kulturi-promene u edukaciji stručnog kadra. Godišnjak 5, FFK Beograd (1994).

## Spoljašnje veze
- Politika/Nauci zabranjen ulaz
- Vodič kroz studije Fakulteta za sport i fizičko vaspitanje Nikšić